# Портрет Михаила Андреевича Арсеньева
«Портрет Михаила Андреевича Арсеньева» — картина Джорджа Доу и его мастерской из Военной галереи Зимнего дворца.
Картина представляет собой погрудный портрет генерал-майора Михаила Андреевича Арсеньева из состава Военной галереи Зимнего дворца.
Во время Отечественной войны 1812 года Арсеньев был полковником лейб-гвардии Конного полка, был ранен при Бородино, за отличие произведён в генерал-майоры. Во время Заграничных походов командовал лейб-гвардии Конным полком и 1-й бригадой 1-й кирасирской дивизии, сражался в Пруссии и Франции, завершив поход в Париже.
Изображён в генеральском колете лейб-гвардии Конного полка образца 1812 года, в кирасе, с Анненской лентой через плечо и лядуночной перевязью поверх неё. На шее кресты орденов Св. Владимира 3-й степени, австрийского Леопольда 2-й степени и прусского Красного орла 2-й степени; справа на груди крест ордена Св. Георгия 4-й степени, серебряная медаль «В память Отечественной войны 1812 года» на Андреевской ленте, бронзовая дворянская медаль «В память Отечественной войны 1812 года» на Владимирской ленте и крест баварского Военного ордена Максимилиана Иосифа 3-й степени, ниже расположен Кульмский крест. С тыльной стороны картины надпись: Arsenief. Подпись на раме: М. А. Арсеньевъ 1й, Генералъ Маiоръ.
7 августа 1820 года Комитетом Главного Штаба по аттестации Арсеньев был включён в список «генералов, заслуживающих быть написанными в галерею» и 15 января 1822 года император Александр I повелел написать его портрет. Гонорар за работу Доу был выплачен 24 февраля 1822 года. Поскольку к этому времени Арсеньев числился по кавалерии без должности и проживал в своём имении в Тульской губернии, то в июле 1823 года он специально приезжал в Санкт-Петербург для позирования художнику. Готовый портрет был принят в Эрмитаж 7 сентября 1825 года.
В 1840 годы в мастерской И. П. Песоцкого по рисунку И. А. Клюквина с портрета была сделана литография, опубликованная в книге «Император Александр I и его сподвижники» и впоследствии неоднократно репродуцированная. В части тиража была напечатана аналогичная литография мастерской К. Края, незначительно отличающаяся деталями.